# Scott Cohen
Scott Cohen (New York, 19 december 1961) is een Amerikaans acteur die onder andere bekend werd door zijn rol als Wolf in The 10th Kingdom.
Zijn carrière begon met een cursus om clown te worden, iets wat hem zo beviel dat hij is blijven acteren. Als Max Medina maakte hij in the Gilmore Girls en als Josh in Kissing Jessica Stein furore als acteur. 
Cohen over The 10th Kingdom: "He, (his agent), "thought I was perfect for Wolf. Other characters use part of you, but Wolf encompassed everything I am: anxious, neurotic, intense, romantic, subtle, complicated. I knew they'd never cast me. They'd want a star." 
Hij heeft een vrouw en een zoontje, Liam. 

## Filmografie
- The Penguin (2024)
- As You Are (2016)
- Necessary Roughness (2011-2013)[1]
- Castle (seizoen 2 aflevering 21, 2010)
- For One More Day (2007)
- Fortune (2007)
- The Circle (2005)
- Numb3rs (2005)
- Knots (2004)
- Kissing Jessica Stein (2001)
- The 10th Kingdom (2000)
- Gilmore Girls (2000-2003)
- NYPD Blue (1994-2001)

- Bibsys: 11075227
- Gemeinsame Normdatei: 1235181014
- International Standard Name Identifier: 0000 0003 5795 0122
- Library of Congress Control Number: no2011184623
- MusicBrainz: ea461cfa-7fc8-423e-982c-399bf1030005
- Système universitaire de documentation: 153521384
- Virtual International Authority File: 202347900
- WorldCat: E39PBJgCFJrYjY4DcRCm66pXVC